# فرودگاه شهری تیلور
فرودگاه شهری تیلور  (به انگلیسی: Taylor Municipal Airport) یک فرودگاه همگانی بهره‌برداری هوایی است که یک باند فرود آسفالت دارد و طول باند آن ۱۲۱۹ متر است. این فرودگاه در شهر تیلور، تگزاس کشور ایالات متحده آمریکا قرار دارد و در ارتفاع ۱۸۳ متری از سطح دریا واقع شده است.